# روسيبيسير
روسيبيسير هي مدينة فينيقية قرطاجية ورومانية على ساحل الجزائر على البحر الأبيض المتوسط في موقع في ولاية تيزي وزو

## اسم
روسيبيسير هو اسم لاتيني من المدينة البونية الاسم، والذي من المحتمل أن يعني «كيب إكليل الجبل (نبات)».

## جغرافية
تقع روسيبيسير في Cape Tedless ((بالفرنسية: Cap Tedles)‏)، الجزائر،  موقع تكسبت في تيزي وزو.

## التاريخ
تأسست روسيبيسير كمستعمرة على الطريق التجاري بين فينيسيا ومضيق جبل طارق. وكان مينائها قريب ايومنيوم (في الوقت الحاضر تيقزيرت). سقطت لاحقا تحت القرطاجيين وبعد ذلك، بعد الحروب البونية، الهيمنة الرومانية. البونية الأعمدة الحجرية واستمرت في روسيبيسير إلى أن يتم إنتاجها بشكل جيد في الإمبراطورية الفترة، وكان هناك توفة في البلدة.

## دين
في العصور القديمة، كانت روسيبيسير موقع الأسقفية المسيحية. أعيد إحياء هذا في القرن 20th باعتباره الكاثوليكية انظر اسمية ((باللاتينية: Dioecesis Rusubisiritana)‏. (بالإيطالية: Rusibisir)‏).

### قائمة الأساقفة
- ليون ثيوبالد ديلاير، OFM Cap (1967.08.03 - 1976.09.14)
- ثيودور إدغار مكاريك (1977.05.24 - 1981.11.19)
- إيفان دياس (1982.05.08 - 1996.11.08)
- دانييل كارو بوردا (2000.07.21 - 2003.08.06)
- مارتن ديفيد هولي (2004.05.18 - 2016.10.19)
- مارك إ. برينان (2017.01.19 - حتى الآن)

### اقتباسات
1. 1 2 3  Lipiński (2004), p. 397–9. "نسخة مؤرشفة". مؤرشف من الأصل في 2018-12-09. اطلع عليه بتاريخ 2019-08-24.{{استشهاد ويب}}:  صيانة الاستشهاد: BOT: original URL status unknown (link)

### قائمة المراجع
- Lipiński, Edward (2004)، Itineraria Phoenicia، Orientalia Lovaniensia Analecta، رقم   127، Studia Phoenicia، المجلد.   XVIII, Leuven: Uitgeverij Peeters.